# Niklas Axelsson
Niklas Axelsson (* 15. Mai 1972 in Mora) ist ein ehemaliger schwedischer Radrennfahrer.
Bevor Profi wurde, konnte er Etappen beim GP Tell und bei der Rapport Tour gewinnen. Dann fuhr er 1997 bei Palmans als Stagiaire, bekam für die folgende Saison aber einen Vertrag bei Scrigno-Gaerne. 2001 wechselte er zu Mercury-Viatel, wo er seinen bisher größten Erfolg feiern konnte. Er entschied die sechste Etappe der Tour de la Région Wallonne für sich. Später wurde er bei der Weltmeisterschaft in Lissabon positiv auf Doping getestet und bekam eine zweijährige Sperre auferlegt. 2005 fuhr er dann für Universal Caffè. 2008 gewann er das Solleröloppet.
Im September 2009 wurde Axelsson erneut positiv auf EPO getestet und lebenslang gesperrt.

## Erfolge
1993
- Schwedischer Meister – Mannschaftszeitfahren

2001
- eine Etappe Tour de la Région Wallonne

2008
- eine Etappe Settimana Internazionale

## Teams
- 1998 Scrigno-Gaerne
- 1999 Navigare-Gaerne
- 2000 Ceramiche Panaria-Gaerne
- 2001 Mercury-Viatel
- 2001 Alessio (ab 1. September)
- 2004 Formaggi Pinzolo Fiavè (ab 22. September)
- 2005 Universal Caffè-Styloffice
- 2006 Selle Italia-Serramenti Diquigiovanni
- 2007–2008 Serramenti PVC Diquigiovanni
- 2009 Team Corratec